# ويتشيرتش (باكينغهامشير)
وهيتشورتش (باكينجهامشير) (بالإنجليزية: Whitchurch, Buckinghamshire)‏ هي قرية و أبرشية مدنية تقع في المملكة المتحدة في إنجلترا. يقدر عدد سكانها بـ 932 نسمة .